# 木梨ファンク ザ・ベスト
『木梨ファンク ザ・ベスト』（きなしファンク ザ・ベスト）は、とんねるずの木梨憲武の1作目のオリジナル・アルバムである。2019年12月11日に発売された。

## 概要
DVD付の「初回限定盤」とCDのみの「通常盤」の2形態でのリリース。
初回限定盤に付属のDVDには、GYAO!の協力の下で行なわれたカンニング竹山とのトーク・セッションやレコーディング映像が収録されている。
CDには10月24日に配信限定でリリースされたEP『木梨ファンク 〜NORI NORI NO-RI〜』に収録の4曲を含む全10曲を収録。

## 収録曲
| #         | タイトル                            | 作詞                     | 作曲                              | 編曲                     | 時間  |
| --------- | ----------------------------------- | ------------------------ | --------------------------------- | ------------------------ | ----- |
| 1.        | 「GG STAND UP!! feat. 松本孝弘」    | EQ、木梨憲武             | EQ                                |                          | 4:04  |
| 2.        | 「夢の先へ〜Next Dream〜 feat. AI」 | AI                       | T-SK、MoonChild                   |                          | 3:43  |
| 3.        | 「OTONA feat. 久保田利伸」          | 星野青果店と木梨サイクル | MUSOH、Andreas Ohrn、Henrik Smith | ブラスアレンジ：藤崎昌弘 | 3:40  |
| 4.        | 「OH MYオーライ feat. SALU」        | SALU、木梨憲武           | ジョセフ・メリン                  |                          | 3:31  |
| 5.        | 「I LOVE YOUだもんで。」            | 木梨憲武                 | MIHIRO～マイロ～ 、UTA            |                          | 5:58  |
| 6.        | 「木梨ブレスカウント。」            |                          | 木梨憲武                          |                          | 0:04  |
| 7.        | 「道化師として」                    | 木梨憲武                 | HAMELN                            |                          | 4:09  |
| 8.        | 「麻布十番物語」                    | AKLO、木梨憲武           | AKLO、BACH LOGIC                  |                          | 3:42  |
| 9.        | 「チョイ前Love feat. 藤井フミヤ」   | 藤井フミヤ               | ジョセフ・メリン、MUSOH           |                          | 3:38  |
| 10.       | 「Laughing Days」                   | H.U.B.                   | ジョセフ・メリン                  |                          | 4:23  |
| 合計時間: | 合計時間:                           | 合計時間:                | 合計時間:                         | 合計時間:                | 36:52 |

## 曲の解説
1. GG STAND UP!! feat. 松本孝弘
  - 配信限定EP『木梨ファンク 〜NORI NORI NO-RI〜』収録曲

松本孝弘とのコラボ曲。
2. 夢の先へ〜Next Dream〜 feat. AI
AIとのコラボ曲。
3. OTONA feat. 久保田利伸
久保田利伸とのコラボ曲。
作詞を担当している「星野青果店と木梨サイクル」は、星野源と木梨による作詞ユニット[5][6]。
4. OH MYオーライ feat. SALU
SALUとのコラボ曲。
5. I LOVE YOUだもんで。
  - 配信限定EP『木梨ファンク〜NORI NORI NO-RI〜』収録曲
6. 木梨ブレスカウント。
7. 道化師として
8. 麻布十番物語
9. チョイ前Love feat. 藤井フミヤ
  - 配信限定EP『木梨ファンク 〜NORI NORI NO-RI〜』収録曲

藤井フミヤとのコラボ曲。
10. Laughing Days
  - 配信限定EP『木梨ファンク 〜NORI NORI NO-RI〜』収録曲

## 演奏
- 松本孝弘 (B'z)：Guitar (#1)
- 川崎哲平：Bass (#1)
- HI-D：Backing Vocals (#1)
- AI：Vocal (#2)
- 久保田利伸：Vocal (#3)
- 藤崎昌弘：Brass Arrangement (#3)
- 上石修：Trumpet (#3)
- 東條あづさ：Trombone (#3)
- Ko-saku：Backing Vocals (#3)
- SALU：Rap (#4)
- 上條頌：Guitar (#5)
- HIRO：Backing Vocals (#5)
- HAMELN, 佐々木詩織：Backing Vocals (#7)
- 藤井フミヤ：Vocal (#9)
- KOTETSU：Backing Vocals (#9.10)